# Nayu Kiyohara
Pour les articles homonymes, voir Yamamoto.
Nayu Kiyohara (清原 奈侑, Kiyohara Nayu), née le 1er mai 1991 à Osaka, est une joueuse de softball internationale japonaise évoluant au poste de receveuse pour le club du Bic Camera Takasaki Bee Queen.
Lors du retour du softball au programme des Jeux olympiques d'été, organisés à Tokyo en 2021, elle décroche la médaille d'or avec l'équipe du pays hôte.

## Palmarès
- Jeux olympiques
  -  Médaille d'or aux Jeux olympiques d'été de 2020 à Tokyo